# Złotna (potok)
Złotna (Złoty Potok, niem. Goldbach) – potok, lewy dopływ Bobru o długości 8,79 km.
Potok wypływa pod Przełęczą Okraj na wysokości 1005 m n.p.m. Przepływa przez Jarkowice i Miszkowice, a uchodzi do Bobru w górnym jego biegu (do Zbiornika Bukówka) poniżej Miszkowic, na wysokości ok. 520 m n.p.m. Jego prawymi dopływami są Biały Strumień i Biała Woda.
Potok przecinają dwa szlaki turystyczne:
- w środkowym biegu, w Jarkowicach niebieski, prowadzący z Jarkowic na Przełęcz Kowarską,
- w górnym biegu żółty, prowadzący z Lubawki na Przełęcz Okraj.